# Gletschermühle

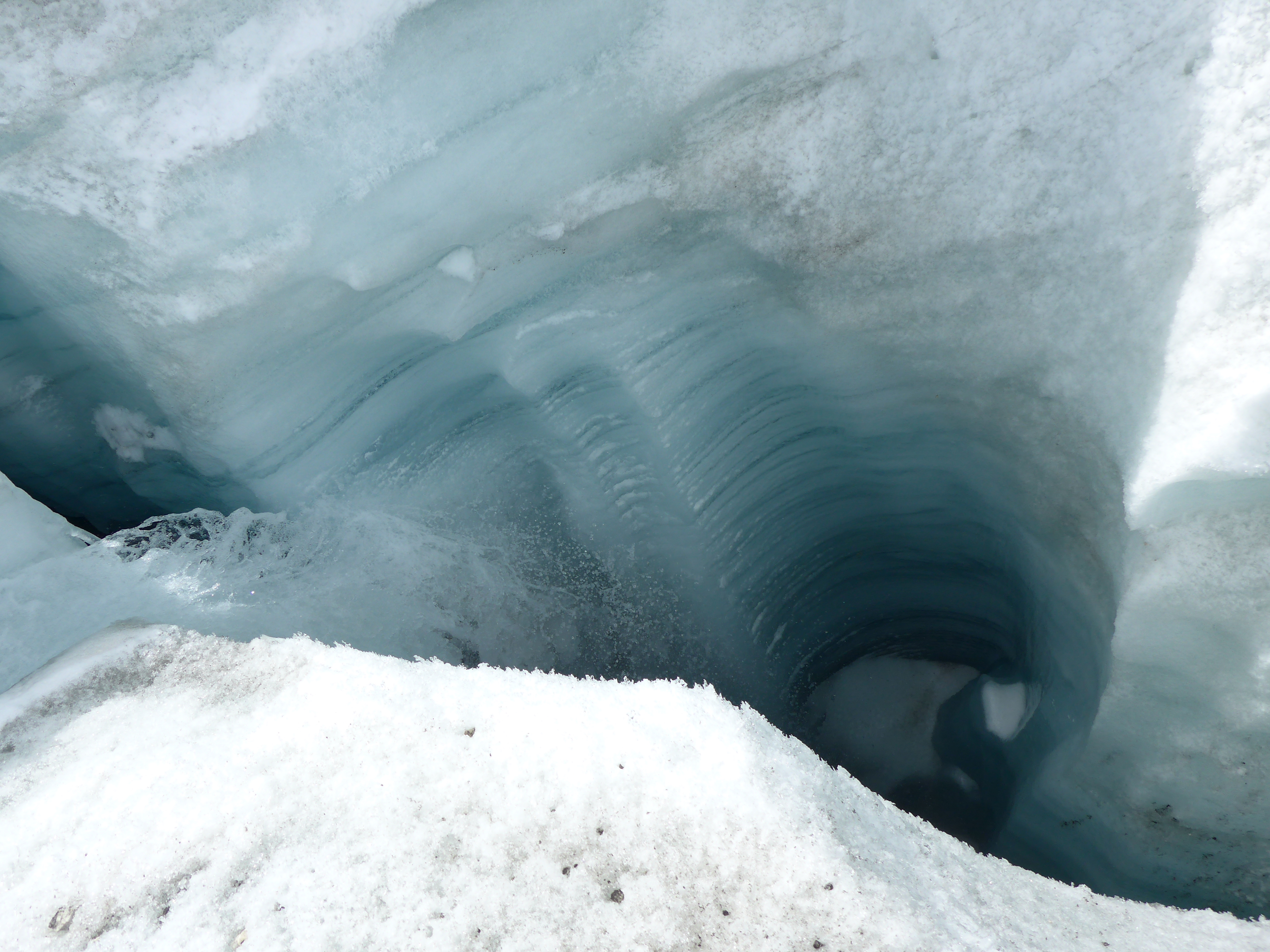
Gletschermühle am Brunegggletscher in den Walliser Alpen in der Schweiz

Gletschermühlen sind spiralwandige Hohlformen im Eis, die von an der Gletscheroberfläche oder in Spalten abfließendem Schmelzwasser geschaffen worden sind. Das Schmelzwasser versetzt Gesteinstrümmer verschiedener Korngrößen in kreisförmige Bewegung. Sie erweitern und vertiefen die Gletschermühle und werden dabei selbst rundgeschliffen.

## Beschreibung

Schematische Darstellung des Schmelzwassertransports durch Gletschermühlen

Gletschermühlen können Durchmesser von bis zu 20 Metern erreichen und entstehen meist in flachen Bereichen des Gletschers mit horizontalen Gletscherspalten. Sie können bis zum Grund des Gletschers reichen und hunderte Meter tief sein.
Für die Glaziologie spielen Gletschermühlen eine wichtige Rolle, weil man durch sie leicht in das Innere eines Gletschers kommt. Die Bezeichnung Mühle wurde von dem mahlenden, meist rotierenden Abfluss des Schmelzwassers abgeleitet.
Die Überbleibsel der eiszeitlichen Gletschermühlen, in den felsigen Untergrund erodierte Gletschertöpfe, finden sich in allen Gebieten der glazialen Vereisung.
Gletschermühlen bilden die Voraussetzung für Sandkegel.

## Entstehung und Ablauf
Eine Gletschermühle (Moulin) bildet sich durch Risse an der Gletscheroberfläche, die sich mit Schmelzwasser füllen. Das Schmelzwasser vertieft den Riss durch das Eis bis zum Felsbett, wo ein horizontaler Abfluss des Schmelzwassers möglich wird. Fließendes Schmelzwasser weist in der Regel nicht genug Druck auf, um Risse zu vergrößern und zu vertiefen, sodass die meisten Gletschermühlen ihren Ursprung in Schmelzwasserseen haben, die sich über mehrere Tage bis Wochen an der Oberfläche bilden. Diese Seen sind meist wenige Meter tief, können allerdings auch eine Tiefe von über zehn Metern sowie eine Ausdehnung von mehreren hundert Metern erreichen. Die dunklere Farbe des Wassers im Vergleich zur umgebenden Eisoberfläche führt zu einer stärkeren Absorption der Sonneneinstrahlung, die Wasser und Eisränder erwärmt und zu einem stärkeren Schmelzen des Eises und weiterer Vertiefung des Sees führt.
Hydraulische Risse, die aufgrund der Fließbewegung des Gletschereises im Eis vorhanden sind, werden nun vom Wasser des Sees verfüllt. Der hohe Druck des Wassers verhindert, dass sich die Spalten im Eis wieder schließen können, stattdessen werden sie immer weiter ausgedehnt und vertieft. Hat das Schmelzwasser den Fels unter dem Eis erreicht, ist ein vertikaler Tunnel (englacial channel) im Eis entstanden, der zum raschen Abfluss des Schmelzwassers in den Untergrund führt. Während des Abflusses kommt es zu einer Hebung der Oberfläche von einigen Zentimetern.
Die Geschwindigkeit eines solchen Abfluss variiert sehr stark zwischen wenigen Stunden bis hin zu mehreren Tagen. Dabei spielt die Größe des Sees keine Rolle, so hat sich beispielsweise Lake Ponting mit einem Wasservolumen von 1 500 000 m³ binnen zwei Stunden geleert. Hierbei sind sechs Gletschermühlen von bis zehn Metern Durchmesser entstanden.
Es ist davon auszugehen, dass sich Schmelzwasserseen über bestehende Gletschermühlen eher langsam entleeren und sich hingegen eher rasch entleeren, wenn sie durch Hydrofraktur neue Gletschermühlen formen.